# Ascheffel
Ascheffel (in danese Askfelt) è un comune di 978 abitanti dello Schleswig-Holstein, in Germania.
Appartiene al circondario (Kreis) di Rendsburg-Eckernförde (targa RD) ed è parte della comunità amministrativa (Amt) di Hüttener Berge.